# Capitan Scannatutti
Capitan Scannatutti è un racconto per ragazzi scritto ed illustrato da Mervyn Peake. L'opera, pubblicata originariamente nel 1939 è il primo lavoro dall'illustratore; in Italia il racconto è uscito nel 2003, all'interno del libro Lettere dal Polo Nord, insieme al racconto omonimo.

## Trama
Il temibile capitano Scannatutti e la sua ciurma di pirati avvistano un'isola completamente rosa popolata da creature fantastiche. Tra di loro c'è pure il Giallone, l'unica creatura vagamente umanoide e la sola di colore giallo. Il capitano decide di prendere la creatura gialla a bordo della nave, familiarizzandoci a poco a poco.
Dopo alcune avventure in mare, a seguito delle quali larga parte della ciurma va incontro alla morte, i sopravvissuti capitan Scannatutti e il Giallone decidono di tornare all'isola rosa, dove i due iniziano una pacifica e serena esistenza.

## Personaggi
Uomini de La Tigre Nera
- Capitan Scannatutti: il padrone de La Tigre Nera e sanguinario pirata. Crudele e feroce con tutti - persino coi suoi uomini d'equipaggio - cambia atteggiamento dopo aver stretto un'intima amicizia con la creatura gialla dell'isola fantastica. Il loro legame lo porterà a cambiare vita e a cessare la propria occupazione piratesca per stabilirsi definitivamente sulla pacifica isola.
- Billy Botte: il nostromo dalle lunghissime braccia.
- Giona Giunto: l'ufficiale in seconda.
- Timoteo Torcello: abile spadaccino con una mano sinistra deforme.
- Charlie Cocco: coperto dalla testa ai piedi di tatuaggi blu.
- Peter Puzzo: il cuoco con un naso di sughero.
- Il Giallone: l'unico abitante dalla pelle gialla sull'isola rosa, inizialmente condotto sulla nave pirata come prigioniero.

## Edizioni
- Mervyn Peake, Lettere dal Polo Nord, traduzione di Angela Ragusa, Mondadori, 2003,  p. 157, ISBN 978-88-04-51544-9.